# 久世隆一郎
久世 隆一郎（、1930年12月24日 - 2005年3月9日）は、日本の自動車技術者。スバルテクニカインターナショナル（STI）初代社長。
富士重工業（スバル）で車両開発を担当した後、同社のモータースポーツ、特に世界ラリー選手権（WRC）の活動で長年スバル側の陣頭指揮をとり、プロドライブと共にスバルを日本の自動車メーカー初、かつ3年連続の年間マニュファクチャラーズタイトル獲得へと導き、それまで欧州では無名に近かった「SUBARU」のブランドを一気に拡大し欧州市場への足がかりを作った。

## 略歴
- 1930年12月24日、東京生まれ[1]。
- 1953年 富士工業（現 SUBARU）入社[1]。群馬県太田工場にてハリケーンオートバイ、ラビットスクーターなどの設計を担当[1]。
- 1966年 スバル・1000の開発に携わる[1]。
- 1967年 富士重工業初代企画本部商品計画課長に就任[1]。以後、商品計画部長、初代輸出部品部長を歴任[1]。
- 1978年 米国駐在技術代表として渡米[1]。
- 1980年 帰国後、海外技術部長、海外サービス本部長を歴任[1]。
- 1985年 取締役技術副本部長に就任[1]。
- 1986年 取締役自動車開発部門担当[1]。
- 1988年 スバルテクニカインターナショナル株式会社設立。同初代代表取締役社長に就任[1]。
- 1997年 同代表取締役会長に就任[1]。
- 1999年 同相談役顧問に就任[1]。
- 2000年 同顧問就任[1]。2002年退任[1]。

## 功績
- 1988年 初代レガシィでFIA 10万km世界速度記録を樹立[1]。
- 1990年 WRCにシリーズ本格参戦を開始[1]。
- 1993年 ニュージーランド・ラリーで初優勝[1]。
- 1993 - 1994年 2年連続でAPRC（アジアパシフィックラリー選手権）マニュファクチャラーズ&ドライバーズチャンピオン（1993年 コリン・マクレー、1994年 ポッサム・ボーン）獲得[1]。
- 1995年 WRC マニュファクチャラーズ&ドライバーズ（コリン・マクレー）のダブルタイトルを獲得[1]。
- 1995年、1996年、1997年 日本車で初めてのWRC3年連続マニュファクチャラーズ・チャンピオン獲得[1]。
- 1996年 APRCドライバーズチャンピオン（ケネス・エリクソン）を獲得[1]。
- 1992年 レガシィ・ツーリングワゴンSTiバージョンを皮切りに、インプレッサWRX-RA STiバージョン、WRX STiバージョンII、WRX STiバージョンIII、インプレッサ22Bなど数々のSTI特別仕様車の開発・生産および販売に貢献[1]。

## 逸話

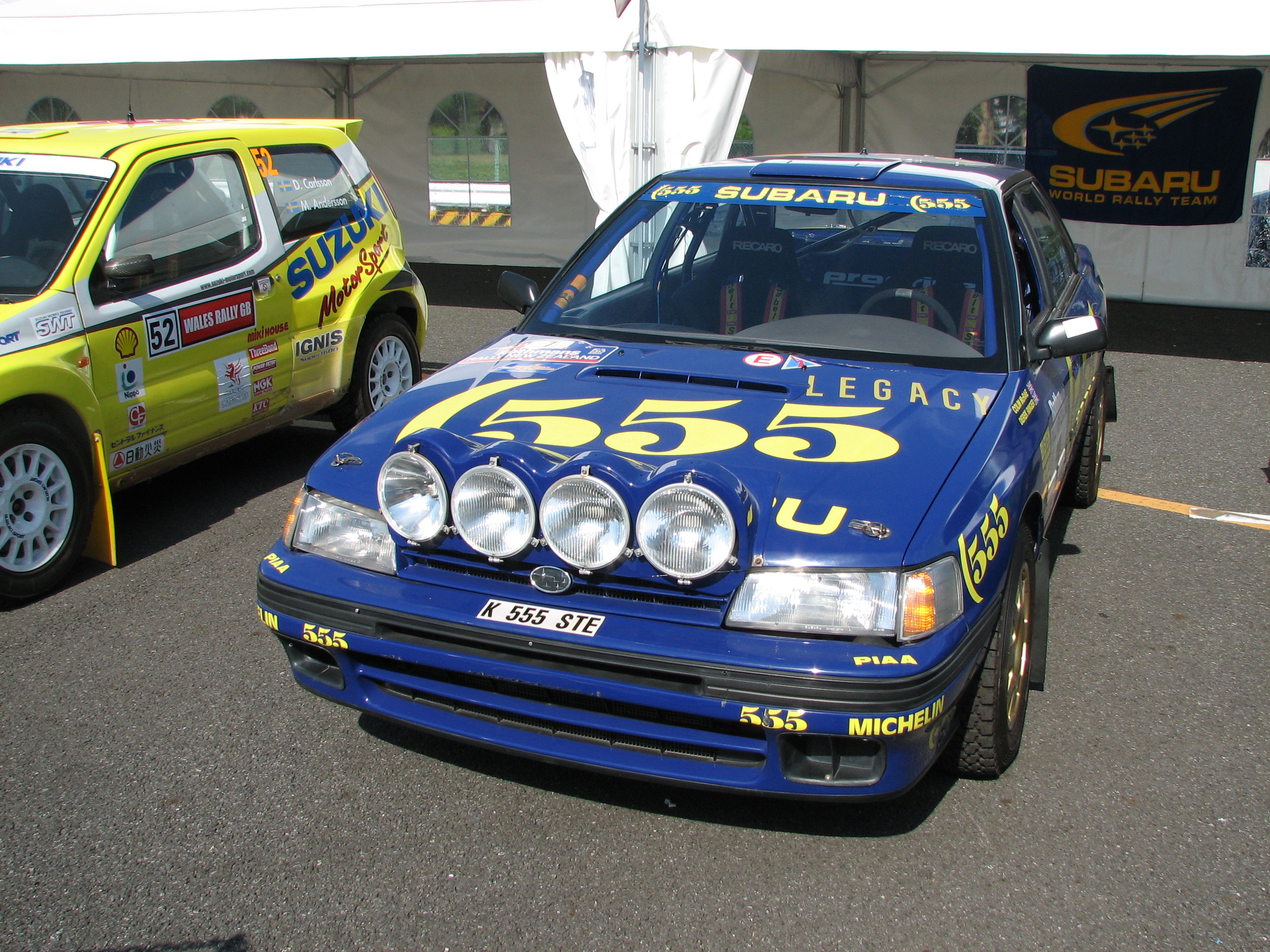
1993年レガシィRS ニュージーランド・ラリー優勝車

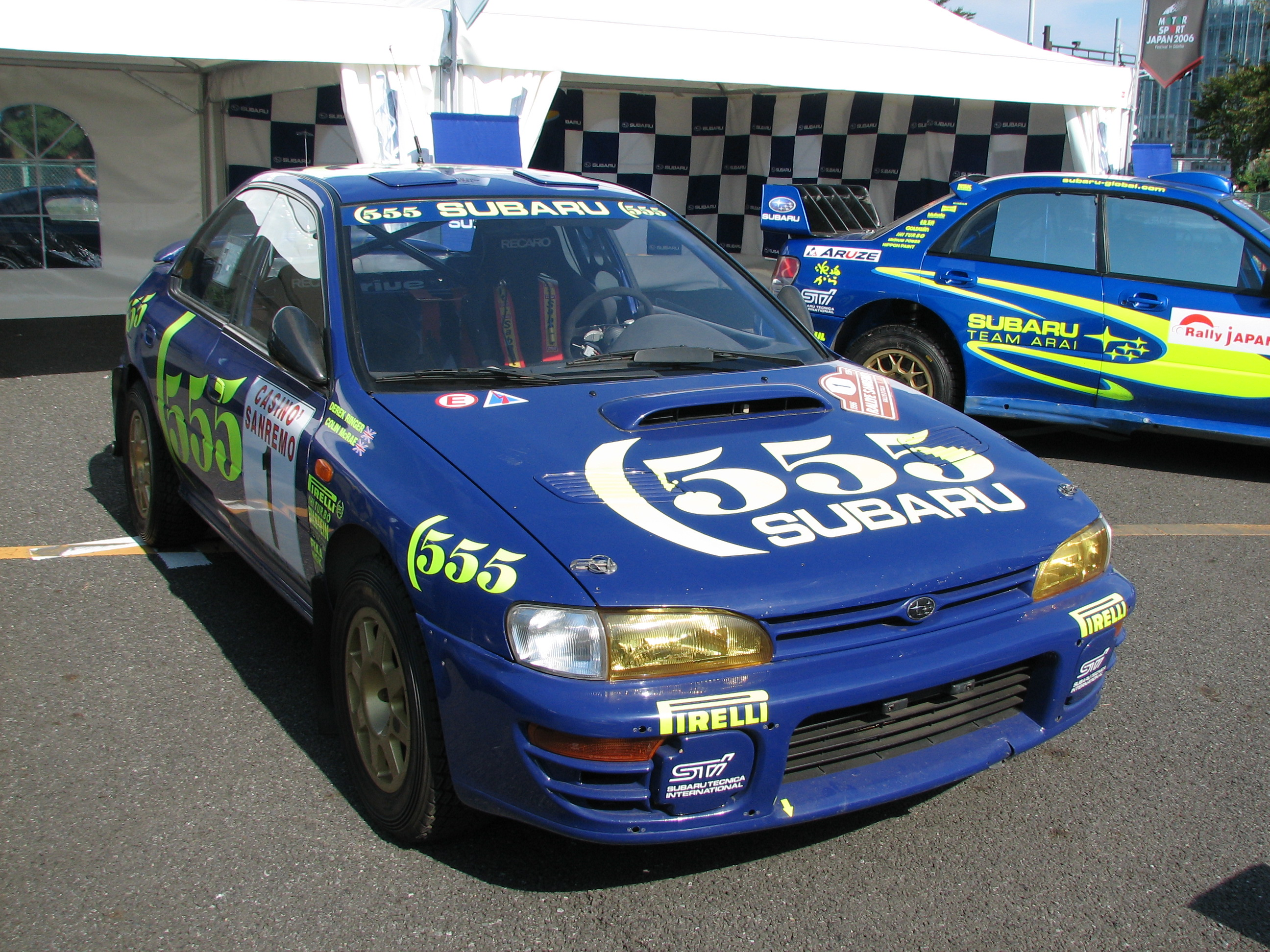
1996年インプレッサ555 サンレモ・ラリー優勝車

- 逝去直後に開催されたWRCラリーメキシコに出場する各チームの成績分析表が自宅のデスクの上に広げられていたままだった。
- 1990年代を通してセールス側の強い要望で量産車のグリルエンブレムは六連星から車種記号にかえられたが、ラリーカーやSTIバージョンのエンプレムは六連星にすることに固執した。
- 氏が亡くなった後、夫人が愛用のアタッシュケースを開けてみると、1990年前後のものと思われる、富士重工業・代表取締役であった川合勇宛に、SUBARUのWRC活動の置かれた立場と継続の意味が滔々と語られた手紙が出てきた（当時、未勝利にもかかわらず多額の費用を消耗するWRC活動に対して富士重工社内からは撤退すべきとの声が大きかった）。久世の説得により川合は社内の反対を押し切り活動続行を決断している。
- スバルのエースドライバーであったカルロス・サインツの誕生日に鼻毛切りを送った。
- 欧州のラリー関係者の間では「Mr.KUZE」と呼ばれ非常に有名だった。
- 自宅は神奈川県逗子市。ただし、STi時代は小金井の寮から通勤していたため、ほとんど逗子にはいなかったとされる。
- 1993年、WRCのシーズン開始早々に、レガシィRSの性能を遥かに超えるスバルの新鋭機・インプレッサ555が戦闘可能な状態にまで完成しており、早期の投入が望まれていたが、「何としてもレガシィ（BC5型）を勝たせてレガシィを作ったスタッフに報わなくてはならない。レガシィが勝利するまでインプレッサは使わない」との久世の強い意思によりレガシィがそのまま使われていたと言われている（後に本人はこのことを否定している）。だが、富士重工業の社内では既に発売していたインプレッサのセールスプロモーションに支障が出るとの意見も多く、当時の富士重工社長川合より9月のニュージーランドラリーまでに勝てなければ勝利未勝利に関わらずインプレッサに交代させる旨が通達された。未勝利で迎えたニュージーランド・ラリーはお椀形状の路面に丸まった小石が多数散らばる非常にスリッピーかつリスキーなステージが多く、さらにランチア・トヨタ・ミツビシ・フォードといったワークスチーム全てが参加するという厳しいものだった。バタネン、マクレーの両選手は熟成されたレガシィをうまくコントロールし、ロングディスタンスで有名なSS、モツのステージでバタネンはリタイアするものの、マクレー/デレックがトップタイムをマーク。その後のトヨタのディディエ・オリオール、フォードのフランソワ・デルクールとのデッドヒートをも制し、スバル初、レガシィ初のWRC優勝を果たした。次戦である1000湖ラリーからは予定通りインプレッサにその座を譲っている。尚、このラリーで使用された競技車両（コリン・マクレー/デレック・リンガー車）は群馬太田工場内のメモリアルミュージアムで動態保存されている。